# The Clash
The Clash je bio engleski punk rock sastav koji je bio aktivan od 1976. do 1986. godine i bio je dio početnog vala punka u UK u kasnim 70-ima. Sastav je miješao punk s reggae, rockom, danceom, jazzom, ska i brojnim ostalim stilovima.
Clashova izuzetna glazba i stravstveni, lijevo orijentirani idealizam frontmena Joea Strummera i Micka Jonesa bio je u oštrom kontrastu s nihilizmom Sex Pistolsa.
Iako je Clash polučio ogroman uspjeh u Engleskoj još od izdavanja njihovog prvog albuma u 1977., nisu bili popularni u SAD sve do 1979. Njihov treći album, London Calling, pušten u kasnoj 1979. jedan je od najvažnijih albuma u povijesti rock glazbe; bio je objavljen u SAD-u u siječnju 1980. i deset godina kasnije časopis Rolling Stone ga je proglasio najboljim albumom 80-ih. Rolling Stone ga je 2003. stavio na 8. mjesto među 500 najboljih albuma svih vremena.
Clashov stav i stil, kao i njihova glazba, utjecali su na mnoge grupe nakon 1980-ih. Epski Record A&R producent nazvao ih je "jedinom važnom grupom". U 2003. uvedeni su u Rock and Roll Hall of Fame. U 2004. Rolling Stone ih je stavio na 30. mjesto na njihovoj listi 100 najvećih umjetnika svih vremena.

## Povijest

### (1976.–1978.) Stvaranje i uspjeh u Britaniji
Izvorno sastavljen od Joea Strummera, Micka Jonesa, Paula Simonona, Keitha Levina i Terry Chimesa (nazvanog i Torry Crimes), Clash je stvoren u Landbroke Groveu, u zapadnom Londonu u 1976., tijekom prvog vala britanskog punka. Levin, prijatelj Micka Jonesa, bio je gitarist i pisao je pjesme, ali nikad nije svirao sa sastavom. Prema iskazu Micka Jonesa godine 1999. u dokumentarcu o Clashu Westway to the world, Levin je izbačen jer nije prakticirao glazbu.
Strummer je prethodno svirao u pub rock grupi The 101'ers (njegovo umjetničko ime je tada bilo Woody Mellor; uskoro će se preimenovati u "Joe Strummer"), Jones, Simonon and Tony James su nakratko bili u legendarnom proto-punk sastavu London SS. Prema preporuci njihova mendžera Berniea Rhodesa, Jones, Simonon i Levine su regrutirali malo starijeg Strummera iz The 101'ers.
" Izvrstan si", rekli su mu, "ali grupa ti je sranje." Strummer je pristao pridružiti se grupi, koja je dobila ime The Clash.
Sastav je imao prvi veći nastup 4. srpnja 1976. podupirući Sex Pistols, i te jeseni su sklopili ugovor s CBS Records. Početkom rujna Levin je napustio grupu. Chimes je otišao krajem studenog (nakratko ga je zamijenio Rob Harper za Anarhijsku turneju u prosincu 1976.) ali se uskoro vratio zbog snimanja njihovog prvog albuma. Sastav je uskoro objavio prvi singl (White Riot, 1977.) i prvi album (The Clash) 1977. godine kojima su polučili znatan uspjeh u Britaniji. Ali CBS je odbio pustiti album u prodaju u SAD-u, čekajući do 1979. da bi pustili izmijenjenu verziju prvog albuma u SAD-u, nakon što je engleski original postao najprodavaniji strani album svih vremena u SAD-u.
Nakon puštanja prvog albuma u prodaju, Chimes je napustio grupu zbog nesuglasica i razlika s drugim članovima. U dokumentarcu Westway to the World, Mick Jones ga je nazvao "jednim od najboljih bubnjara u okolici". Ali Chimes, koji nije htio napraviti veliku karijeru od glazbe, je rekao: "Poanta je bila u tome da sam ja htio jedan način života, a oni su htjeli drugi, pa zašto bi onda radili zajedno kada želimo posve druge stvari?" Chimes se kasnije pridružio glam punk sastavu Hanoi Rocks. Nakon toga, grupa je došla u razdoblje mijenjanja bubnjara. Mick Jones je doveo Nicholasa Bowena Headona koji je imao solidno vrijema i izvrsne glazbene vještine.

### (1978.–1982.) Slava i uspjeh u SAD-u
S Topperom Headonom na mjestu bubnjara, Clash je snimio Give 'Em Enough Rope 1978. Producirao ga je Sandy Pearlman, koji je prije toga radio za američki heavy metal sastav Blue Oyster Cult. Album je imao nešto izraženije rock zvukove, koji su neke engleske fanove razočarali. Međutim, grupa je postala sve popularnija u SAD-u nakon izdavanja albuma i izmijenjenog albuma The Clash 1979. godine.
The Clash je tada snimio London Calling. Producirao ga je Guy Stevens, koji je prethodno radio s Mott the Hoople i ostalima, i album je imao zvuk koji je više pratio osobnost sastava, miješajući rock, punk, reggae i ska elemente koji su prizvali ranije dane sastava, ali je također imao zrelost i čistoću produkcije. Album se sastojao od dvije ploče i završavao sa skrivenom pjesmom čiji naslov nije bio naveden na popisu pjesama. Nazvana Train in Vain, bila je to pjesma koja se najviše svirala na AOR FM radio postajama u SAD-u.
Da bi nastavili s uspjehom, The Clash je planirao snimiti pjesmu svakog mjeseca 1980. Njihova izdavačka kuća, CBS, odbila je tu ideju. Umjesto toga, ovi su napori rezultirali u albumu Sandinista! Sadržavajući elemente rocka, punka, reggae, ska i (ponešto) jazza i disca, ujedinjene vrlo odjekujućim zvukom, ovaj tropločni album s 36 pjesama je bio njihov najkontroverzniji album do tada, politički i glazbeno. Neki su ga vidjeli kao njihovo najpotpunije dostignuće, dok su ga neki ocijenili pokroviteljskim i nedovršenim.
Album nije imao pamtljiv slogan ili refren, i u konzervativnom ozračju AOR FM radija u SAD-u je imao minimalno izvođenje.
Sastav se ponovno ukopao i snimio Combat Rock, jednopločni album koji je producirao Glyn Johns, koji je prethodno radio na Who's next? i mnogim drugim albumima. Bio je jednostavniji i otvoreniji od Sandinista! i sadržavao je singl Should I Stay Or Should I Go? koji je neprestano izvođen u SAD-u. Sljedeći singl, Rock the Casbah, pjesma o iranskom reagiranju na naviranje zapadnjačke glazbe, je bio pri vrhu liste Top 40 hitova u SAD-u, s velikom izvedbom na MTV-u.

### (1982.–1984.) Napetosti i raspadanje
Nakon Combat Rocka, Clash se počeo raspadati. Topper Headon je zamoljen da napusti sastav, odmah nakon završetka albuma, zbog ovisnosti o heroinu koji mu je počeo štetiti zdravlju i bubnjarskim sposobnostima. Originalni bubnjar sastava, Terry Chimes, se vratio na nekoliko mjeseci. Gubitak Headona je donio mnogo trenja jer je bio bitan dio sastava i vrlo voljen od ostalih. Strummer i Jones su su se počeli sukobljavati. Članovi sastava, iako su još uvijek svirali u arenama, uvodeći The Who i svirajući na stadionima na turneji 1982. se nisu dobro slagali. 
Sastav je nastavio s turnejama i 1983. ali godine neprestanog snimanja i nastupanja su počele uzimati svoj danak. Razvijali su se kao glazbenici i pojedinci, ali se više nisu mogli nositi s napetostima i stresom. Chimes je otišao nakon Combat Rock turneje 1983. zbog unutarnjih sukoba i meteža.
Godine 1983. bubnjar Pete Howard se pridružio grupi na festivalu u SAD-u u San Bernardinou u Kaliforniji. Publika od nemirnih pola milijuna ljudi bila je najveća u Clashovoj karijeri. Ovo je bio Jonesov posljednji nastup s grupom. U studenom 1983. Jones je izbačen zbog problematičnog ponašanja i neslaganja u glazbenim težnjama. Jones se pridružio Big Audio Dinamite (BAD) s Donom Lettsom. Strummer i Simonon su suređivali s BAD-om u raznim razdobljima.

### (1984.–1986.)Cut The Crapi raspad
Sastav je priključio Nicka Shepparda, prijašnjeg člana Cortinasa iz Bristola i Vincea Whitea kao gitariste. Howard je nastavio biti bubnjar. Sastav je svirao na prvim nastupima u siječnju 1984. s obiljem novog materijala i započeo turneju (koju je sam financirao), nazvanu Out of Control turneja, koja je trajala od žestoke zime do ranog ljeta. Nakon upadljivog nastupa za dobit rudara (Scargill's Christmas Party) u prosincu 1984. najavili su da će novi album biti objavljen početkom nove godine.
Sastanci snimanja za Cut the Crap su bili kaotični, kada su menadžer Berie Rhodes i Joe Strummer radili u Münchenu u Njemačkoj. Veće dijelove su svirali studijski glazbenici, dok su Sheppard i White uletavali u gitarskim odlomcima. Boreći se s Rhodesom za kontrolu nad sastavom, Strummer se vratio natrag. Sastav je krenuo na busking turneju po gradovima Britanije gdje su u javnosti svirali akustične verzije svojih hitova i popularnih napjeva.
Nakon nastupa u Ateni, Strummer je otišao u Španjolsku da raščisti um. Dok je Strummer bio odsutan, prvi singl iz Cut the Crap, "This is England" je bio odaslan uz uglavnom negativne ocjene. Pjesmu, kao i veći dio albuma koji je došao kasnije te godine, je drastično re-projektirao Rhodes, sa sintetikom, bubnjarskim strojevima i pjesmama u nogometnom stilu, koje su dodane Strummerovim nepotpunim snimkama. Neke pjesme koje su izvođene na turneji nisu puštene još do danas; "Jericho", "Glue Zombie" i "In the Pouring Rain". Iako je Howard bio iskusan bubnjar, naizgled su sve pjesme stvorene ritam mašinom. The Clash je efektivno napušten i članovi su prionuli na druge planove.

## Članovi

### Glavna postava
- Joe Strummer - vokali, gitara (1976. – 1986.)
- Mick Jones - vokali, gitara (1976. – 1983.)
- Paul Simonon - vokali, bas-gitara (1976. – 1986.)
- Topper Headon - bubnjevi (1977. – 1982.)

### Ostali članovi
- Terry Chimes (poznat još i kao Tory Crimes) - bubnjevi (1976., 1977., 1982. – 1983.)
- Keith Levene - gitara (1976.)
- Rob Harper - bubnjevi (1976. – 1977.)

Pojavljuju se u zadnjonj postavi, na albumu Cut The Crap, poslije izlaska Jonesa iz sastava:
- Nick Sheppard - vokali, gitara (1983. – 1986.)
- Vince White - gitara (1983. – 1986.)
- Pete Howard - bubnjevi (1983. – 1986.)

## Diskografija

### Studijski albumi
- The Clash (1977.)
- Give 'Em Enough Rope (1978.)
- London Calling (1979.)
- Sandinista! (1980.)
- Combat Rock (1982.)
- Cut the Crap (1985.)

## Vanjske poveznice
- The Clash Online  Arhivirana inačica izvorne stranice od 8. svibnja 2012. (Wayback Machine)
- Clash Photo Rockers
- Clash lyrics  Arhivirana inačica izvorne stranice od 11. ožujka 2007. (Wayback Machine)